# 湖南乡
湖南乡，是中华人民共和国江西省抚州市临川区的乡。

## 行政区划
湖南乡下辖以下村级行政区划单位
孔桥村、梅岗村、兰坊村、山塘村、洪塘村、坪山村、黄邓村、流坊村、湖田村、鹏溪村、竹溪村、春光村、店下村、瑶湖村、湖北村、加溪村、沙湖村、庙东村和车家村。